# Hodejov
Hodejov je obec na Slovensku v okrese Rimavská Sobota v Cerové vrchovině. Žije v něm přibližně 1 500 obyvatel.

## Historie
Osídlení hradního návrší nad západním okrajem vsi je doloženo od neolitu. Vesnice se poprvé písemně připomíná pod názvem Genech v roce 1244. Vlastnilo ji několik šlechtických rodů, z nichž nejvýznamnější byly Ilsvayovci, Lórantffyovci, Petőkovci nebo Kubínyiovci. Ve druhé polovině 13. století byl na vrchu nad obcí postaven hodejovský hrad. V 15. století se vzpomíná pod názvem Castrum Gedew. Odolával náporům husitů i Turků, kteří ho nakonec ve druhé polovině 16. století dobyli a pobořili. Na hradním vrchu stojí nevelká kaple svaté Anny. V 19. století v Hodejově fungoval parní mlýn a železité lázně využívané zejména obyvateli Rimavské Soboty. V letech 1846 až 1847 ve vsi přebýval revoluční maďarský básník Sándor Petőfi. Nejvzácnějšími sakrálními památkami obce jsou oba kostely. Klasicistní římskokatolický kostel svaté Kateřiny Alexanrijské byl postaven v roce 1826. Naposledy ho upravovali v roce 1930. Evangelický kostel stojí od roku 1901. Kromě toho se v obci nachází základní škola, mateřská škola, kulturní dům a smuteční síň. Hodejov je východiskem zeleně značené turistické trasy vedoucí na Stéblovou skálu, vrch Ragač a do vesnice Hajnáčka. Již tradičně se každý rok v obci organizují lovecké slavnosti svatého Huberta.

## Přírodní poměry
Hodejov se nachází v severní části Cerové vrchoviny, na levém břehu říčky Gortva. Od okresního města Rimavská Sobota je vzdálena asi dvacet kilometrů jihozápadním směrem. Katastrální území obce má rozlohu 1725 hektarů a jeho velká část spadá do chráněné krajinné oblasti Cerová vrchovina.

## Pamětihodnosti
- Terénní pozůstatky hodejovského hradu ze 13. století
- Pozdně barokní kostel svaté Kateřiny z roku 1753[3]
- Raně klasicistní kurie Kubínyiů ze začátku 19. století[4]
- Eklekticistní kaštel Kubínyiů ze čtyřicátých let 19. století[5]

## Fotogalerie

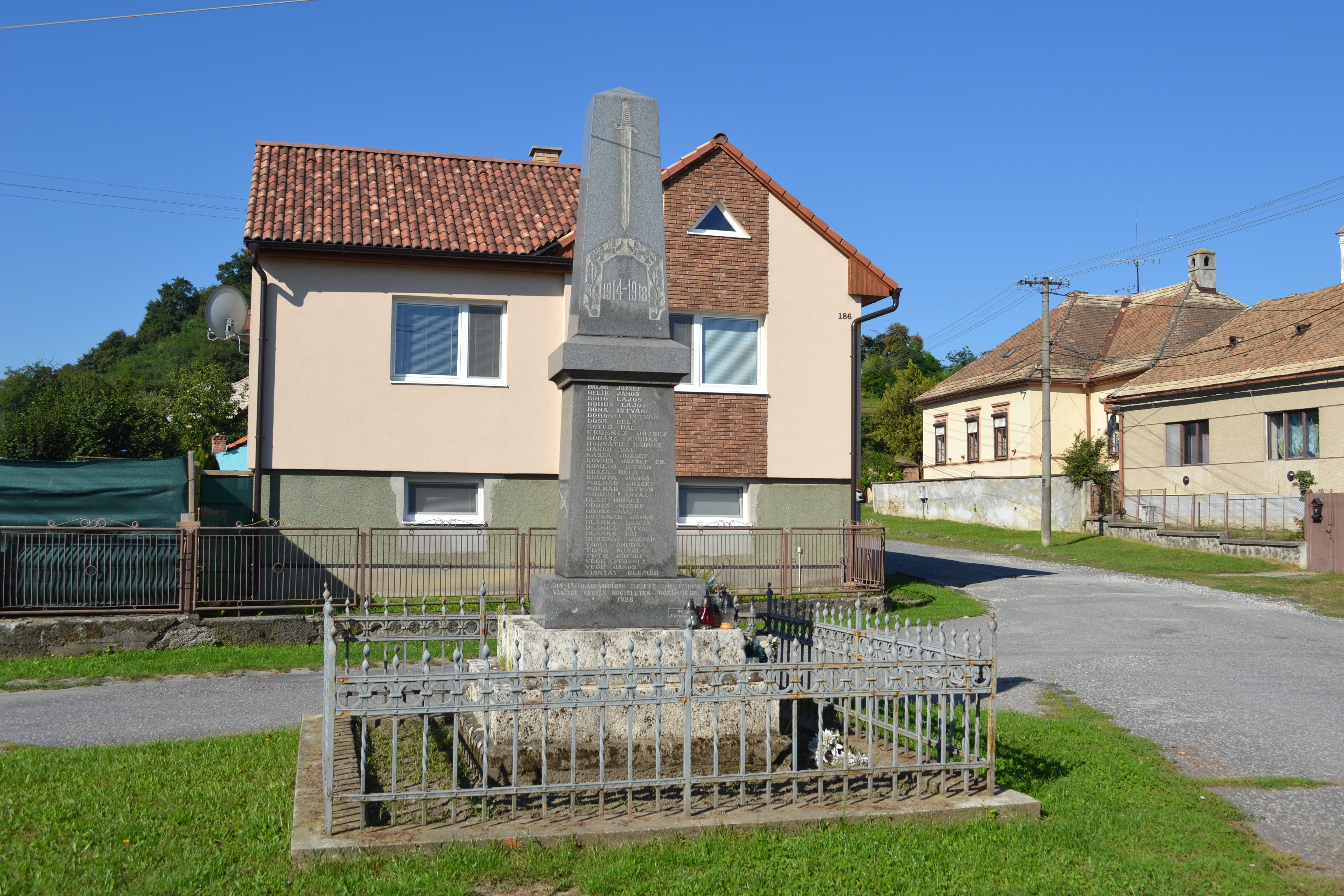
Pomník padlým v první světové válce
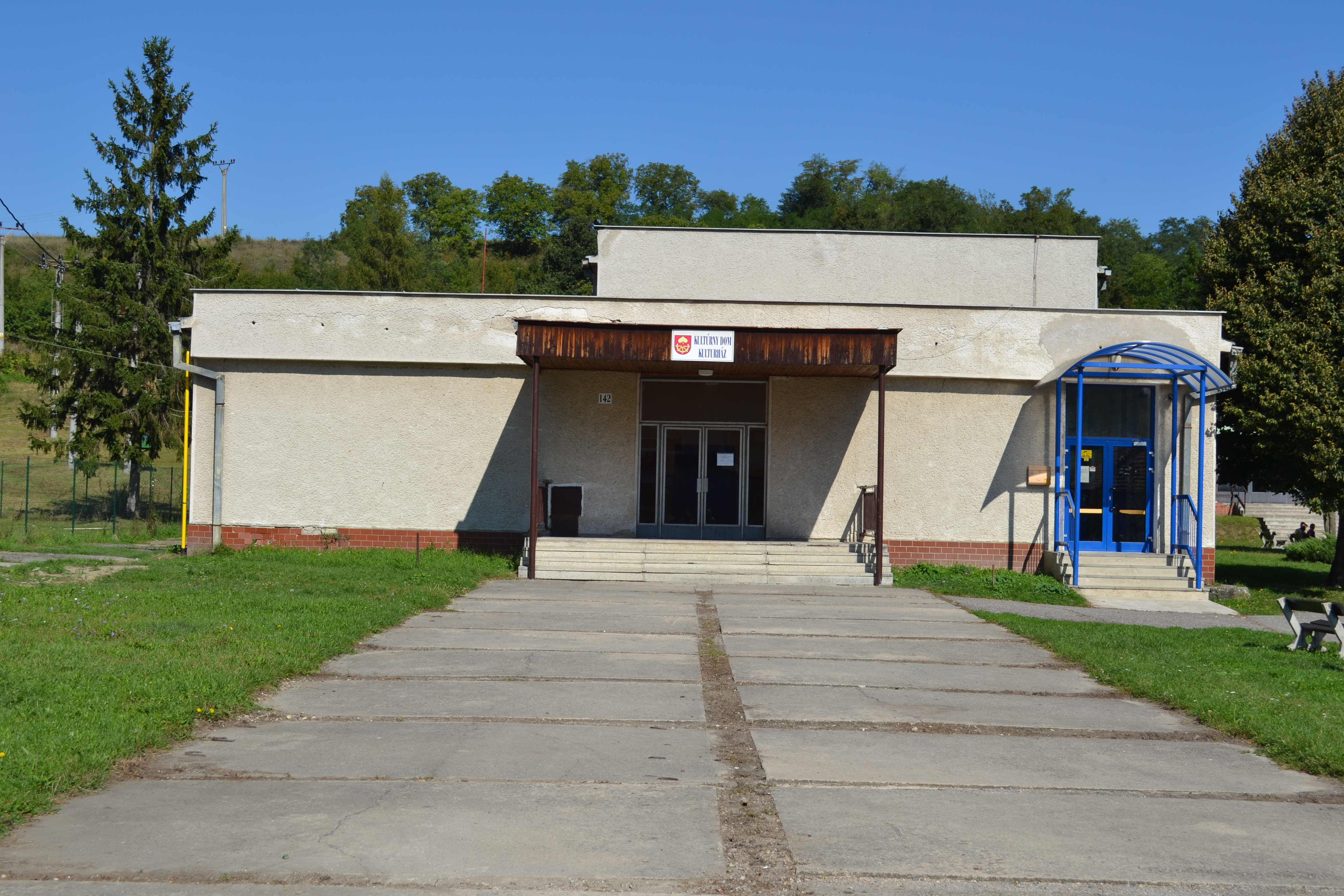
Kulturní dům
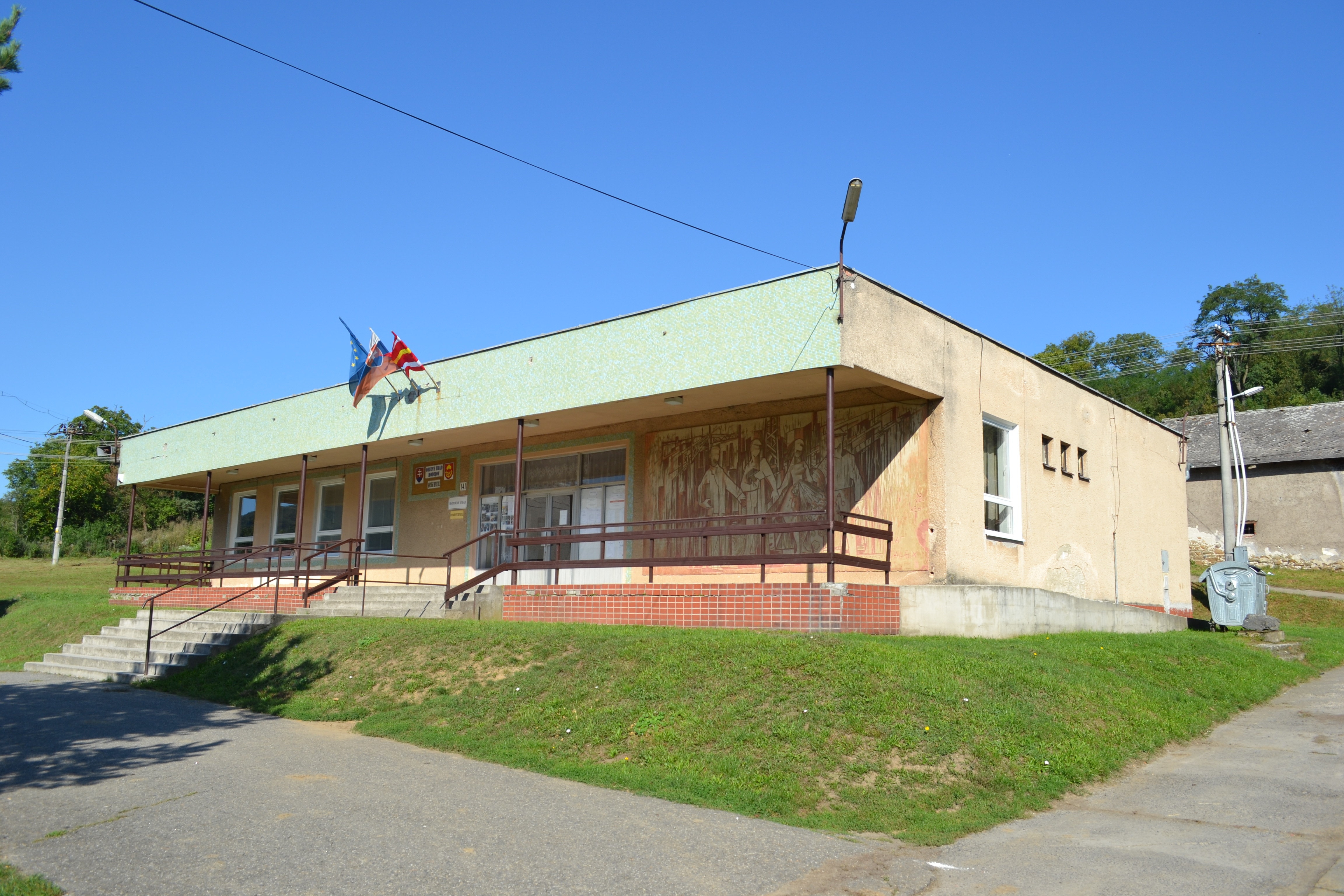
Obecní úřad
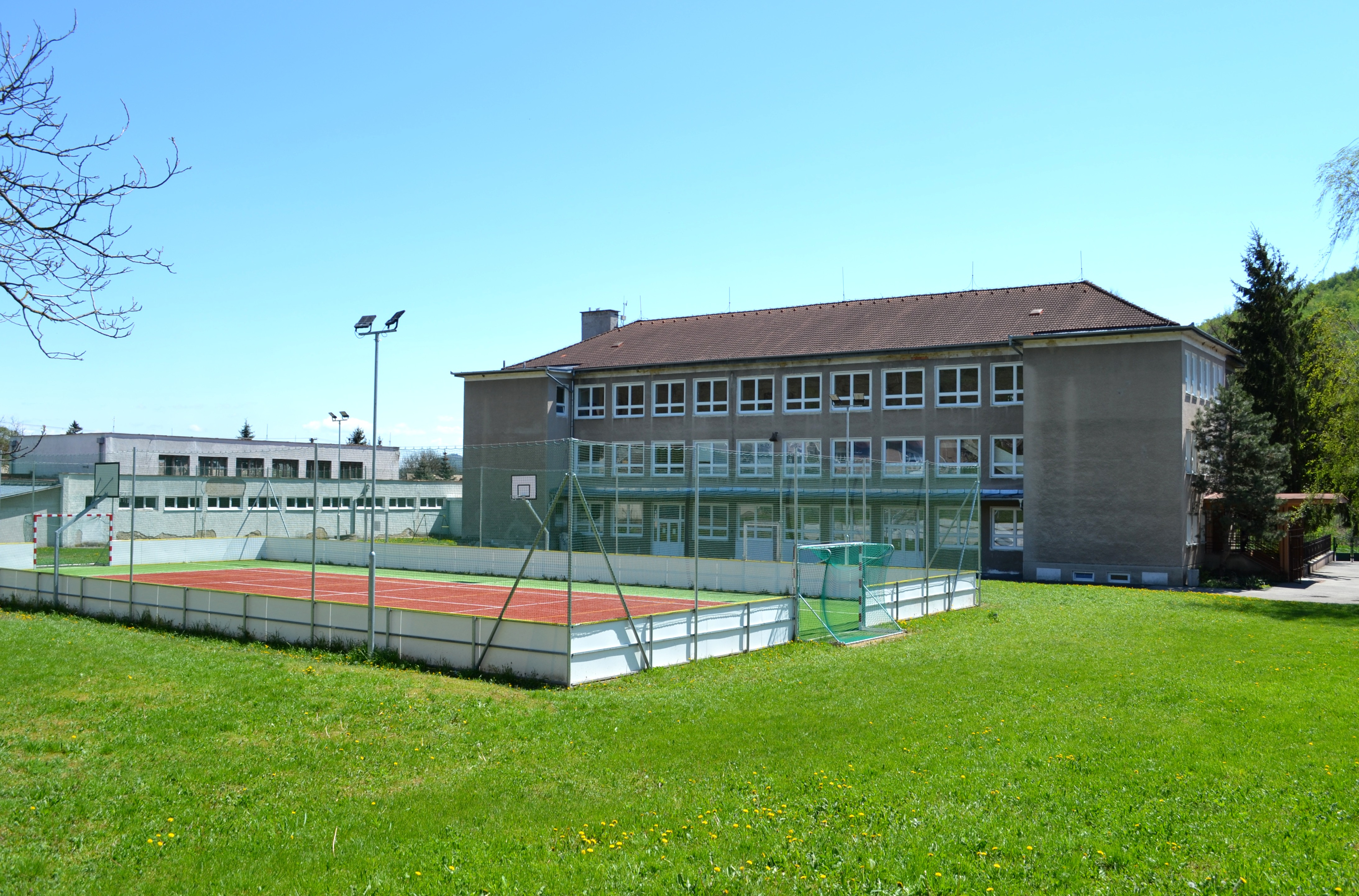
Základní škola
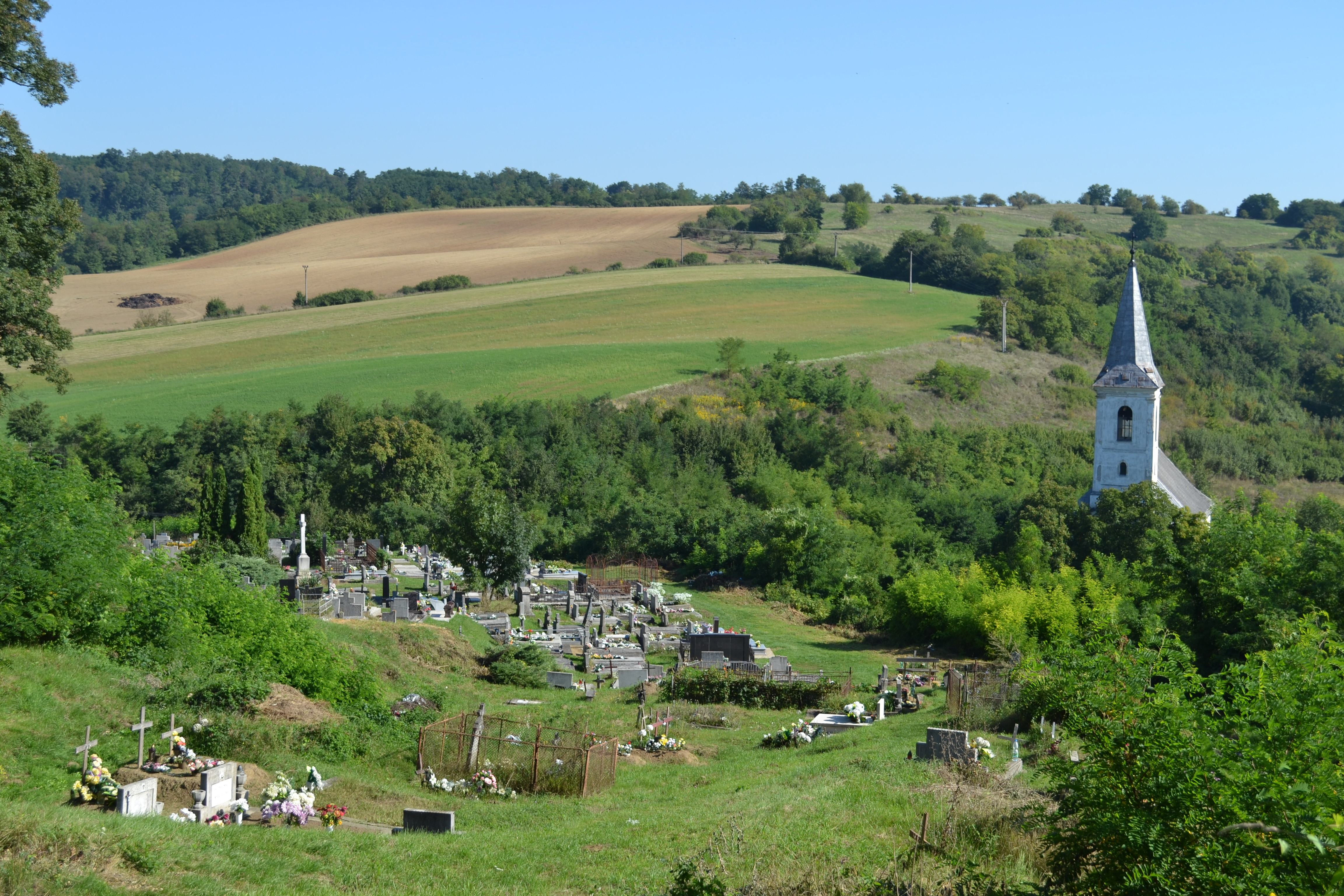
Hřbitov